# مطار كاي تاك
مطار كاي تاك هو مطار هونغ كونغ الدولي الأساسي منذ عام 1925 وحتى عام 1998، كان يعرف منذ عام 1956 وحتى 6 يوليو عام 1998 باسم مطار هونغ كونغ الدولي، قبل إغلاقه ومنح الاسم عوضاً عنه إلى المطار الدولي الجديد في جزيرة تشك لاب كوك الواقع على مسافة 30 كيلومتراً غرباً. قبل إغلاق المطار، كان يتطلَّب الهبوط فيه مخاطر كبيرةً وخبرة عالية من الطيَّارين، إذ أنَّ المطار محاطٌ من جهة الشمال بناطحات السحاب العالية والجبال العديدة، فيما أنَّ مياه ميناء فكتوريا تحدُّه من جهة الجنوب. وقد صنَّفه أحد برامج قناة هيستوري التلفزيونية على أنه سادس أخطر مطارٍ في العالم.
كان تقع في المطار مقارُّ شركاتٍ طيرانٍ كبرى مثل كاثي باسيفيك العالمية وطيران التنين الإقليمية، وكذلك خطوط هونغ كونغ الجوية وغيرها من الشركات.